# Reshbūgar
Reshbūgar (persiska: رشبوگر) är en ort i Iran.   Den ligger i provinsen Kermanshah, i den västra delen av landet, 400 km väster om huvudstaden Teheran. Reshbūgar ligger 1 424 meter över havet och antalet invånare är 175.
Terrängen runt Reshbūgar är varierad.Runt Reshbūgar är det ganska tätbefolkat, med 185 invånare per kvadratkilometer. Närmaste större samhälle är Kermānshāh, 19,6 km nordost om Reshbūgar. Omgivningarna runt Reshbūgar är i huvudsak ett öppet busklandskap.